# Fortifications à Malte
Les fortifications à Malte encore visibles dans l'archipel sont de plusieurs périodes et de plusieurs types. Les plus anciennes fortifications remontent aux âges préhistoriques et sont du type fortifications urbaines ou plutôt villageoises, les plus récentes datent de la colonisation britannique, elles sont constituées de lignes de fortifications, de forts et de batteries. En outre, il existe également des pillboxes (en) de défense aérienne ou côtière datant de la Seconde Guerre mondiale. La majorité des fortifications de Malte, lignes de fortifications, fortifications urbaines, résidences fortifiées, forts, batteries, tours de défense côtière, sont l’œuvre des Hospitaliers de l'ordre de Saint Jean de Jérusalem.

### Batteries

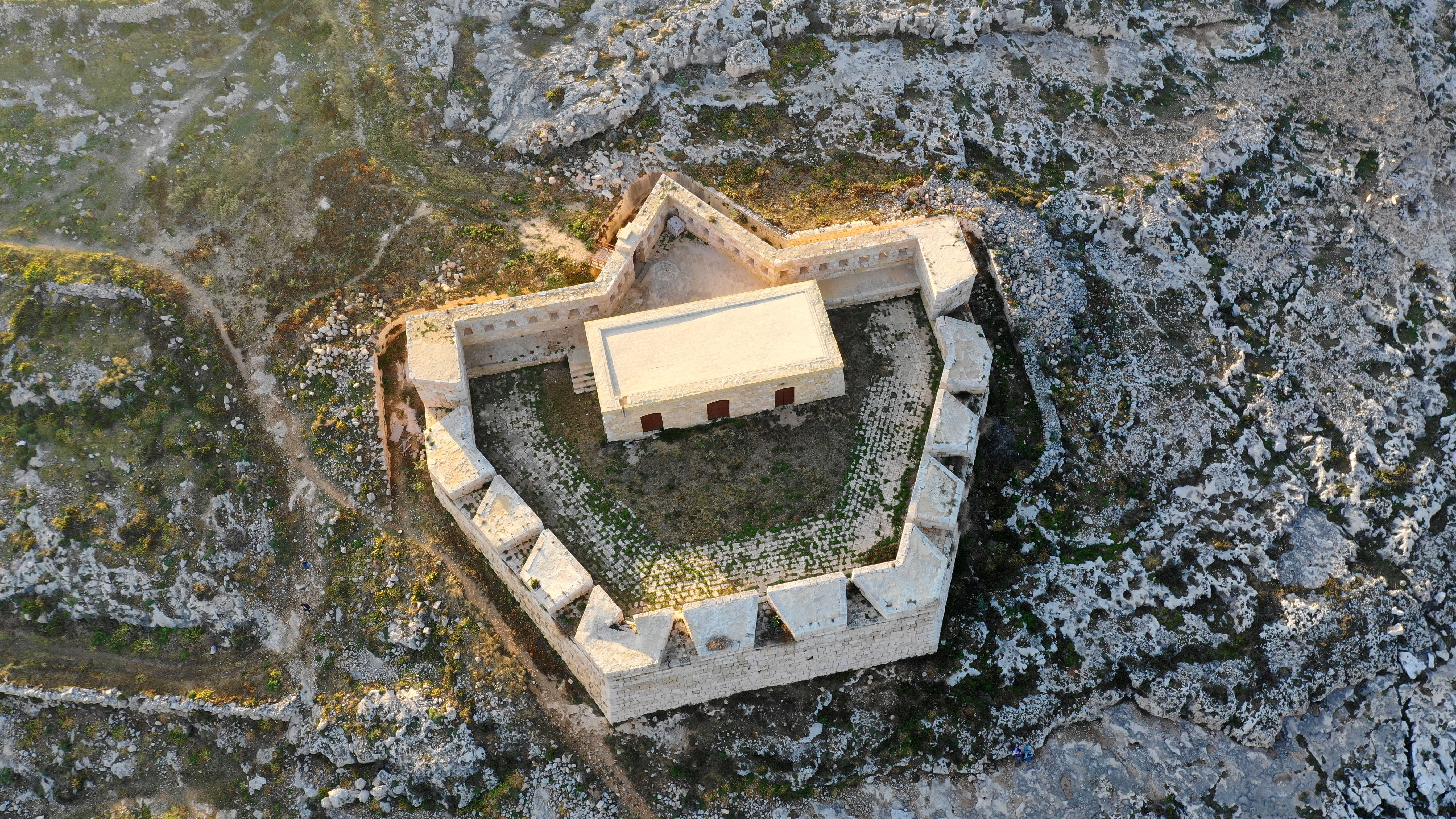
La batterie It-Trunċiera tal-Qala à Il-Qala, une fortification des hospitaliers autour de Malte. Mars 2019.